# Novorenesanční Roudnice nad Labem
Novorenesanční Roudnice nad Labem zahrnuje řadu staveb v novorenesančním stylu ze druhé poloviny 19. století a z prvních let 20. století. V Roudnici nad Labem tehdy působili, mimo jiné, čeští architekti Jan Zeyer a Antonín Wiehl, kteří náleželi ke generaci Národního divadla.

## Roudnická architektura 19. století
V druhé polovině 19. století již nedostačovaly středověké dispozice Roudnice nad Labem rychle se rozvíjejícímu obchodu a městu, které bylo správním střediskem celého Roudnicka. Na novostavbách, ale i na měnící se zástavbě se uplatňovaly historizující slohy – eklektismus, novobaroko a novorenesance. Novorenesance je pak nejvíce patrná na veřejných budovách i obytných domech. Budovy a stavby nemusí být stavěny pouze v jednom stylu, ale prolínají se v nich prvky dalších historizujících slohů a secese. Příkladem toho míšení je Rolnická záložna Podřipská, na jejíž fasádě jsou patrné prvky neorenesance a secese. Na dalších stavbách došlo k propojení neorenesance s neoklasicismem, jako je tomu u rohového domu na Karlově náměstí č. p. 79.

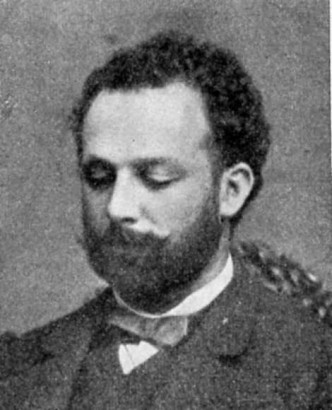
Architekt a stavitel Jan Zeyer

Ve stejném období se do české architektury začaly promítat vlastenecké motivy. To je patrné i na fasádách novobarokních staveb v Roudnici nad Labem. Architekti zde spolupracovali s umělci, jenž na některých fasádách vytvořili výzdobu odrážející národní cítění. Mezi takové patří například Rolnická záložna Podřipská na rohu Karlova a Husova náměstí, bývalý hotel U bílého lva v Arnoštově ulici, nárožní dům č. p. 98 na náměstí Jana z Dražic, vila na Rvačově č. p. 165 či radnice na Karlově náměstí, kterou navrhl Václav Kuželovský. Českou neorenesanci v roudnické architektuře zastupují hlavně budovy realizované podle návrhů architektů Jana Zeyera, Antonína Wiehleho a stavitele Aloise Otakara Samohrda, který v této době působil primárně v Roudnici.
Zajímavostí je, že Jan Zeyer, mimo domy pro ostatní Roudničany, navrhl a nechal si realizovat v tomto městě i svůj rodinný dům, a to na Bezděkově. Na vnější zdi je dodnes dochován figurální obraz, který maloval sám Zeyer, postavy pravděpodobně znázorňují jeho děti, které měl s Františkou rozenou Švagrovskou, sestrou významného roudnického stavitele a mecenáše Augusta Švagrovského. Františka Zeyerová vyřizovala všechny náležitosti související se stavbou domu.

## Alois Ottokar Samohrd
Alois Ottokar Samohrd se narodil v Praze na Starém městě 24. ledna 1865. Po absolvování gymnázia vystudoval c. k. české vysoké učení technické, obor stavební inženýrství a později si ještě dodělal doktorát. Po studiu pracoval jako civilní geometr a stavební inženýr. V roce 1892 si otevřel svou projekční a technickou kancelář v Roudnici nad Labem. Kromě projektování domů se podílel i na projektu regulačních vodohospodářských zařízeních nebo přestavbě radnice. Po dvanácti letech působení na severu Čech přesídlil do Brna, kde založil novou stavařskou firmu „Dr. A. O. Samohrd“. Po odchodu na Moravu se specializoval na železniční stavby a stal se c. k. stavebním radou. Podílel se například na tratích Újezd – Luhačovice, Vsetín – Velké Karlovice nebo Mariánské hory – Brušperk. V dalších letech rozšířil svou působnost i do oblasti Dalmácie a účastnil se staveb například v dnešním Slovinsku či Chorvatsku. Zemřel náhle 9. října 1917 ve věku 52 let.

## Novorenesanční stavby v Roudnici nad Labem

### Rvačov 165

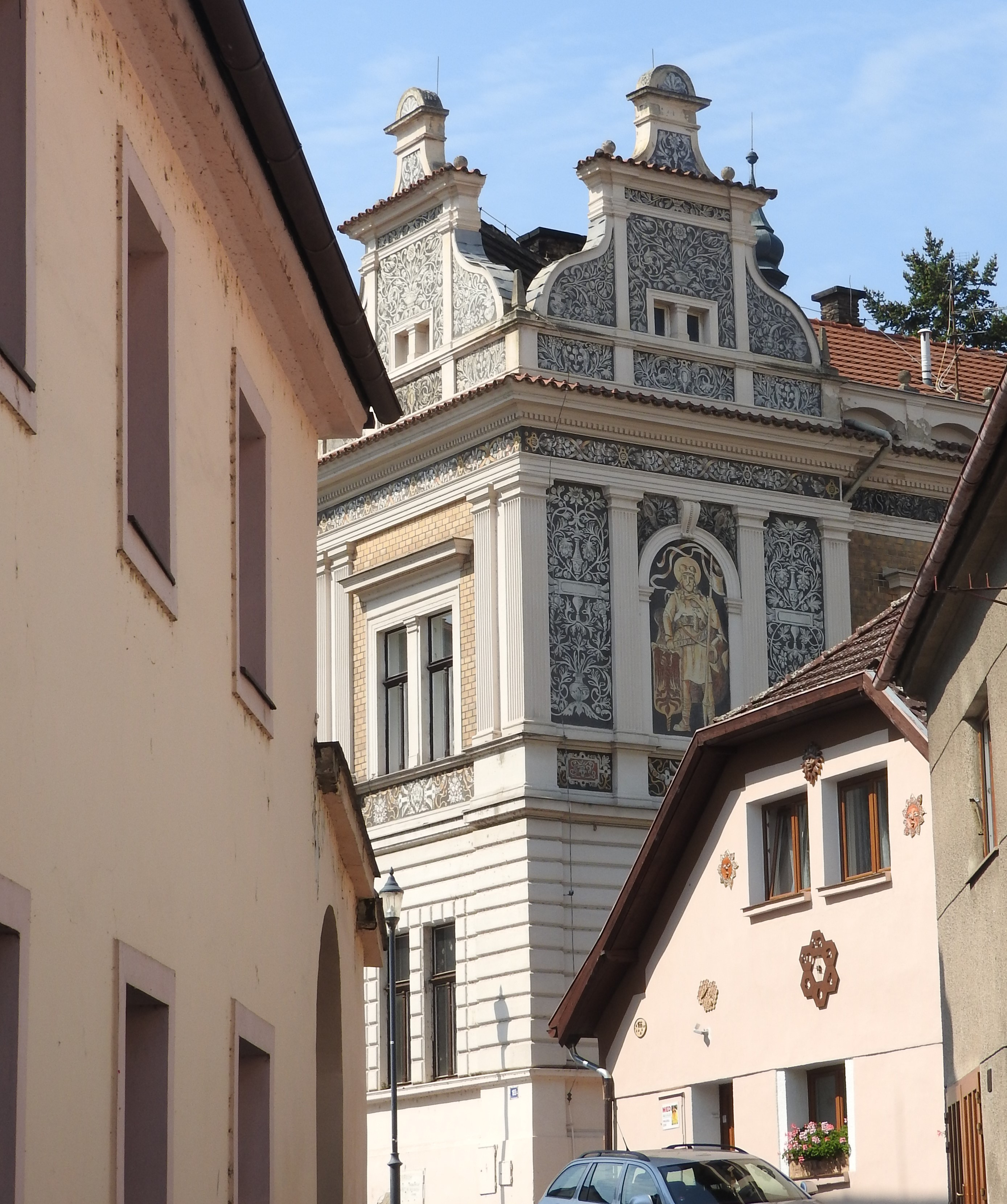
Vila MUDr. Františka Šmidrkala, navržená architektem Janem Zeyerem.

Dvoupodlažní novorenesanční vilu postavenou pro MUDr. Františka Šmidrkala, navrhl v roce 1900 architekt Jan Zeyer. Na realizaci, která byla dokončena o rok později, dohlížel roudnický stavitel Jan Brodský. Dataci dostavby je možné vidět i na samotném domě, a to nad vchodovými dveřmi v ulici U Úlů. Jedná se o dvoupodlažní budovu téměř obdélného půdorysu zakončenou sedlovou střechou. Celé průčelí je symetrické se dvěma mělkými rizality. Vnější fasáda má výrazné volutové štíty.

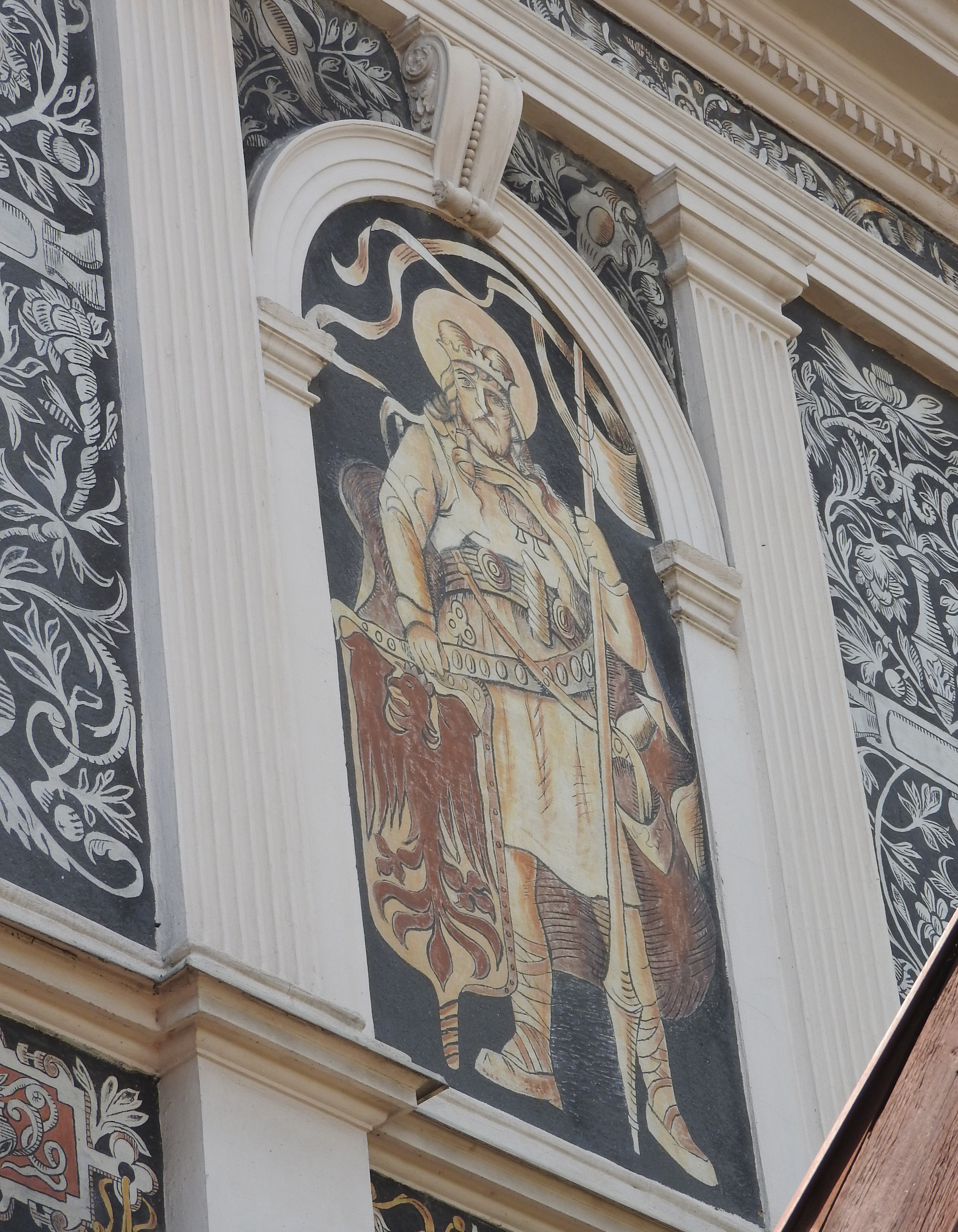
Svatý Václav na vile MUDr. Františka Šmidrkala v Roudnici nad Labem

Nad přízemím, které je vyvedeno pásovou rustikou, jsou ornamentální vegetativní sgrafita (úponky, grotesky). Na fasádě prvního patra najdeme dva figurální výjevy odkazující na českou historii. Vlevo je vymalována postava svatého Václava s orlicí ve štítu, vpravo ženská postava, svatá Ludmila. Pod ní, mezi římsami, je hlava lva s nápisy „1923“ a „OPRAVIL J. BRABEC“. Autory výzdoby fasády jsou malíři Ladislav Novák a Otakar Nejedlý, který vyzdobil i vnitřek domu. Stavba je od roku 1958 chráněna jako kulturní památka.
Půdorys města Roudnice nad Labem z roku 1653 od Francesca Carattiho ukazuje lokalitu dnešního domu č. p. 165 jako zastavěnou s přerušovanou řadovou zástavbou. Na Originálních mapách stabilního katastru z roku 1840 je v místě vily nespalný objekt odstoupený od uliční čáry. Ten byl zbourán až do základů, aby na jeho místě mohl vzniknout dům pro doktora Švagrovského.

### Arnoštova 98

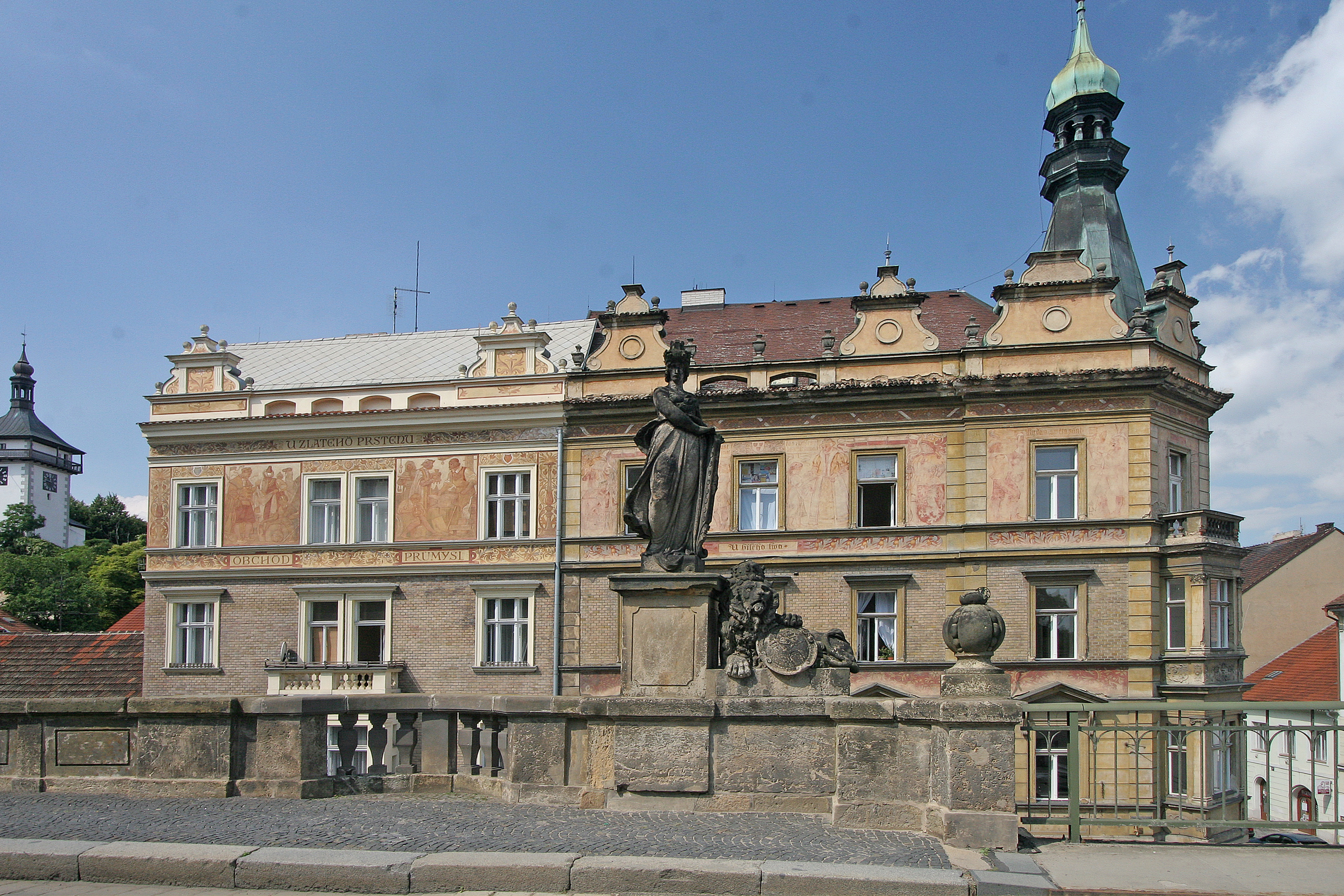
Novorenesanční dům v ulici Arnoštova v Roudnici nad Labem

Bohatě zdobenou novorenesanční budovu s klasicizujícími prvky, původně hotel U bílého lva, navrhl roudnický stavitel Alois O. Samohrd pro Bertu a Davida Veinbergovy v březnu roku 1898. Exteriérovou fasádu zdobí vlastenecká výmalba od malířů Ladislava Nováka a Františka Záhorského. Kolaudován byl tento čtyřpodlažní dům v lednu 1899, poté, co Obecní úřad Roudnice nad Labem vydal rozhodnutí: „Poněvadž se při komissi shledalo, že se řádně stavělo a že místnosti jsouce dosti suché a světlé, zdraví škoditi nebudou, udělujeme Vám tímto povolení k obývání a užívání Vašeho nově postaveného domu, jejž i s příslušenstvím poznamenán číslem popisným 103.“
Plochou parteru obou nároží prostupují výkladce, mezi kterými je částečně pásová bosáž, jinak je plocha hladká. Jednotlivá podlaží člení řada architektonických prvků. V prvním patře jsou okolo oken profilované šambrány, nad nimi trojúhelníkové frontony nesené volutovými konzolami. Vlastní plocha je zdobena pásovou rustikou. Druhé patro je zdobeno režným cihlovým zdivem skombinované s rustikovými lizénami. Parapetní pás je malovaný, ohraničený průběžnými římsami. Druhé a čtvrté podlaží zdobí výmalba vlasteneckými motivy.

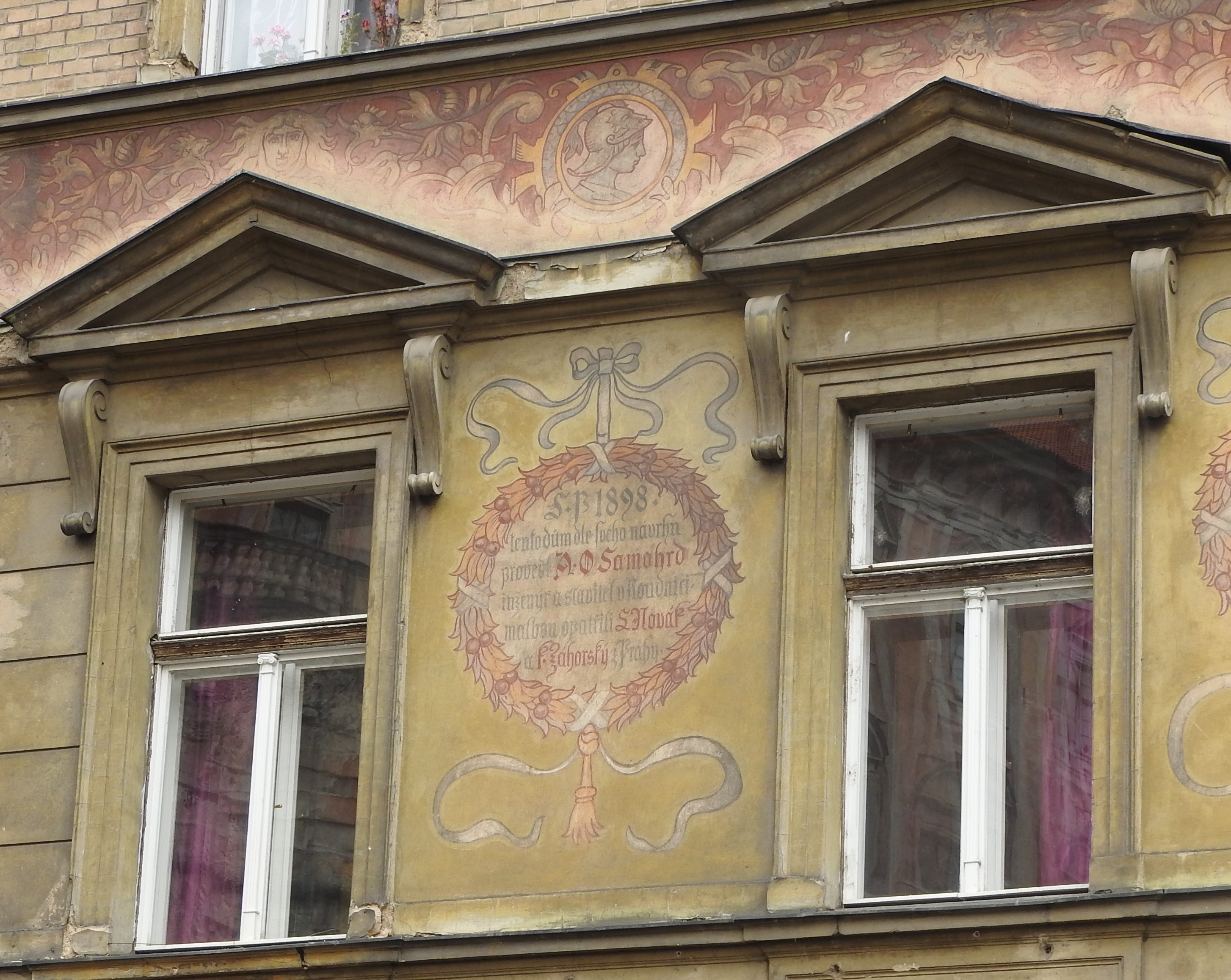
Jeden z nápisů na novorenesanční vile v Arnoštově ulici v Roudnici nad Labem

Na fasádě směřující do Arnoštovy ulice je mezi třetím a čtvrtým patrem v parapetním pásu umístěn nápis „U bílého lva“. V meziokenních plochách ve čtvrtém patře jsou malby s alegoriemi – „Spořivost blahobytu grunt“ (muž u lavice s knihami a nůžkami, který má položenou ruku na hlavě chlapce držícího kalamář); „Kdo rychle dává, dvakrát dává“ (Dáma v bohatém šatu dávající peníze dívce) a „My dva světa páni“ (Dva mladící s pivem v ruce). Nad přízemím jsou mezi první a druhou a druhou a třetí okenní osou dvě nápisové vegetabilní kartuše: „S+B 1898 tento dům dle svého navrhu provedl A.O Samohrd inženýr a stavitel v Roudnici malbou opatřili L. Novák a F. Zahorský z Prahy“ a „Jedna věc hyzdí stavení, že úst jemu dáno není, aby se samo hajilo, když by se o něm mluvilo pomni ve snaze je souditi než věc dobrou zrobiti“. Stavba je od roku 1958 chráněna jako kulturní památka.
Nárožní budova je vystavěna na středověké parcele. Na půdorysu města z poloviny 17. století je v místech vyobrazena budova s podloubím, dům je vyobrazen i na vedutě Antonia della Porty z roku 1668 či Vedutě Mořice Vogta z roku 1712. Na Originálních mapách stabilního katastru z roku 1840 je zakreslena rohová nespalná budova obdélného půdorysu.

### Arnoštova 97

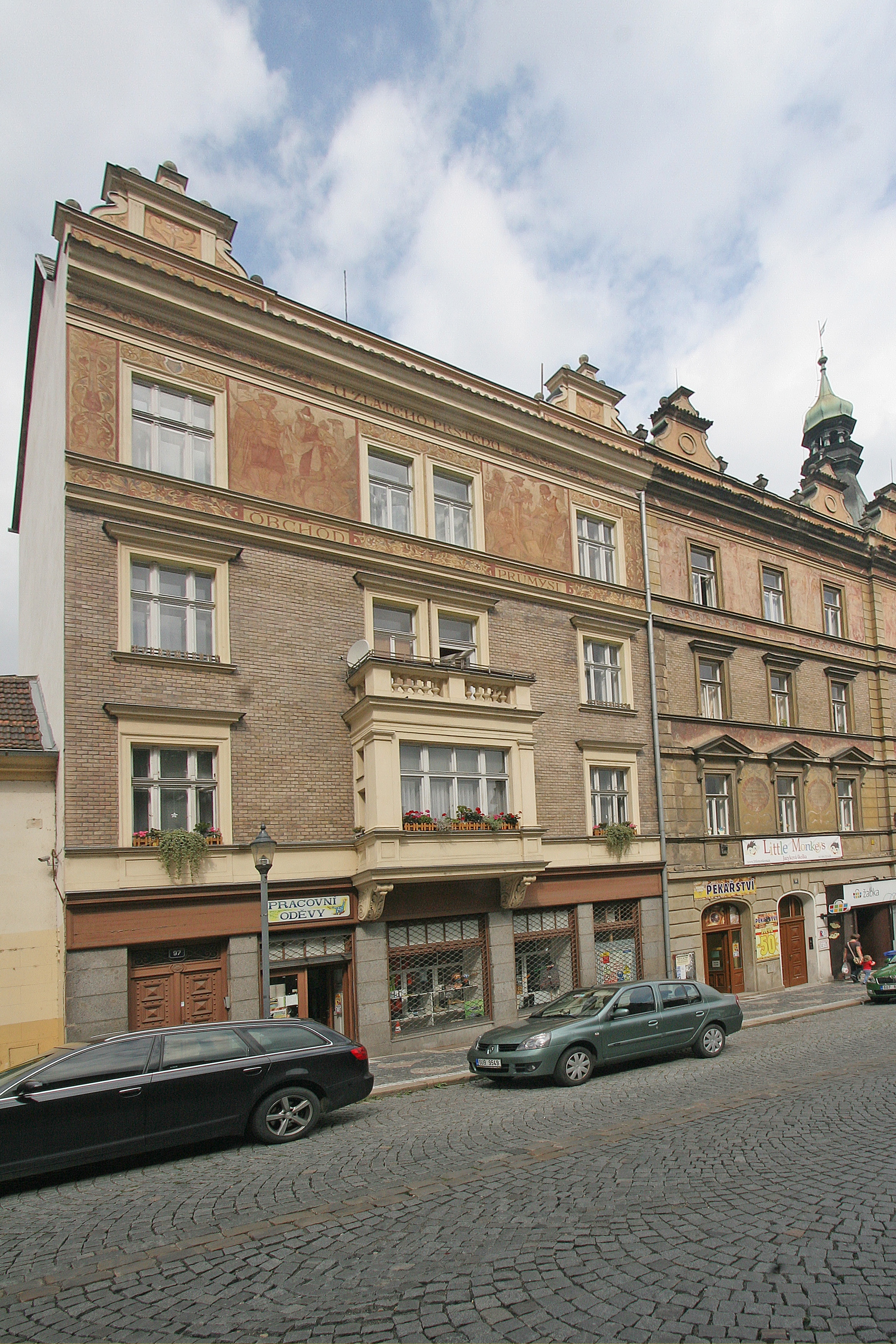
Novorenesanční dům v Arnoštově ulici

Novorenesanční dům „U zlatého prstenu“ navrhl taktéž Alois Otakar Samohrd v roce 1897, a to pro Eleonoru Šternovou. O výzdobu fasády se postarali znovu Ladislav Novák a František Záhorský. V přízemí navrhl komerční prostor a zbývající tři podlaží měla sloužit pro bydlení. Na plánech jsou v podokenní římse čtvrtého podlaží vegetativní motivy, stejné jsou i ve volutových štítech.
Dům byl postaven téměř ve shodě s plány A. O. Samohrda, oproti nim byly na fasádě prvního a druhého nadzemního podlaží užit obklad z režného zdiva. V podokenní římse mezi třetím a čtvrtým podlažím jsou umístěny nápisy „Obchod“ a „Průmysl“, nad každým je figurální obraz s vegetabilními ornamenty symbolizující tato dvě slova. Pod korunní římsou je umístěn název domu „U zlatého prstenu“. Stavba je od roku 1999 chráněna jako kulturní památka.
Stejně jako č. p. 98, stojí dům U zlatého prstenu na dvou středověkých parcelách. Na Originálních mapách stabilního katastru z roku 1840 stojí v těchto místech budova 223, jejímž zbouráním vznikl prostor pro domy č. p. 97 a č. p. 98.

### Husovo náměstí 69

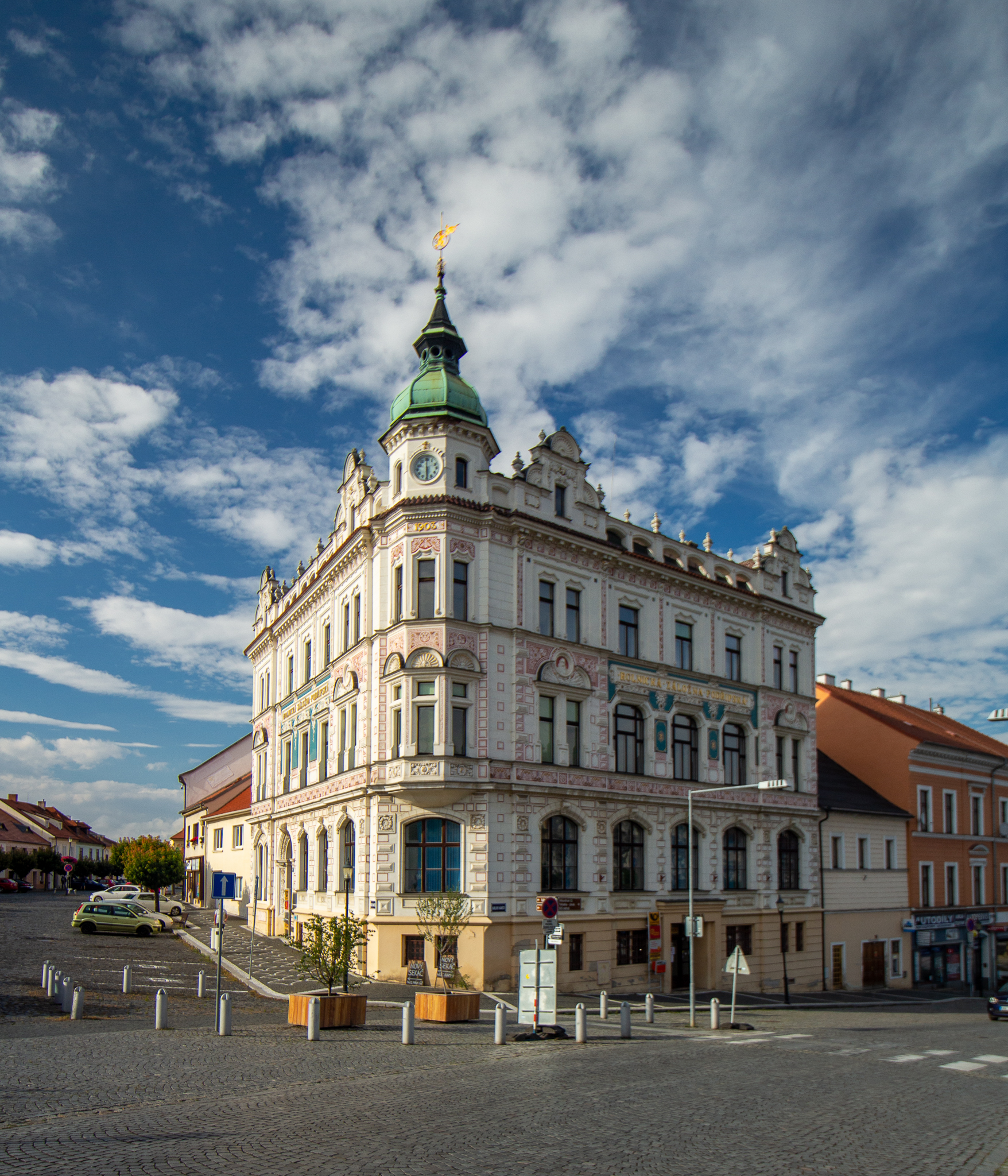
Novorenesanční budova postavena pro Rolnickou záložnu podřipskou v letech 1902-1903

Nárožní budovu mezi Husovým náměstím a Nerudovou ulicí navrhl František Pfistr (profesor c.k. České vyšší průmyslové školy v Praze), na její fasádě se kombinují prvky české novorenesance a secese. Byla postavena pro Rolnickou záložnu podřipskou v prvních letech 20. století, která zde sídlila mezi lety 1865–1948. Od roku 1904 zde fungoval i poštovní a telegrafní úřad. Budova záložny stojí na čtyřech středověkých parcelách, staré domy na nich stojící musely jít k zemi. Na demolici a zároveň stavbu nového domu dohlížel roudnický stavitel Jan Brodský.
Tento dvoupodlažní dům má bohatě zdobenou fasádu s výrazně vystupujícím nárožím, které je skosené a v patře rozšířené o trojboký arkýř zakončeným bání nesoucí letopočet 1903, tedy rok dostavby. Architektonicky je exteriér členěn pásovou bosáží, profilovanými římsami, mělkými rizality v nárožích, čočkami na atice a ve štítech a suprafenestrami.
Na jižní i západní fasádě směřující do Karlova náměstí je mezi druhým a třetím podlažím nápis „Rolnická záložna podřipská“. Nad nárožními okny jsou reliéfní medailonky, pod nimi plastické lastury. Další uměleckou výzdobou jsou sgrafita a opakující se vzor s florálními motivem. Dnes v budově sídlí Česká pošta.

### Další příklady novorenesančních staveb

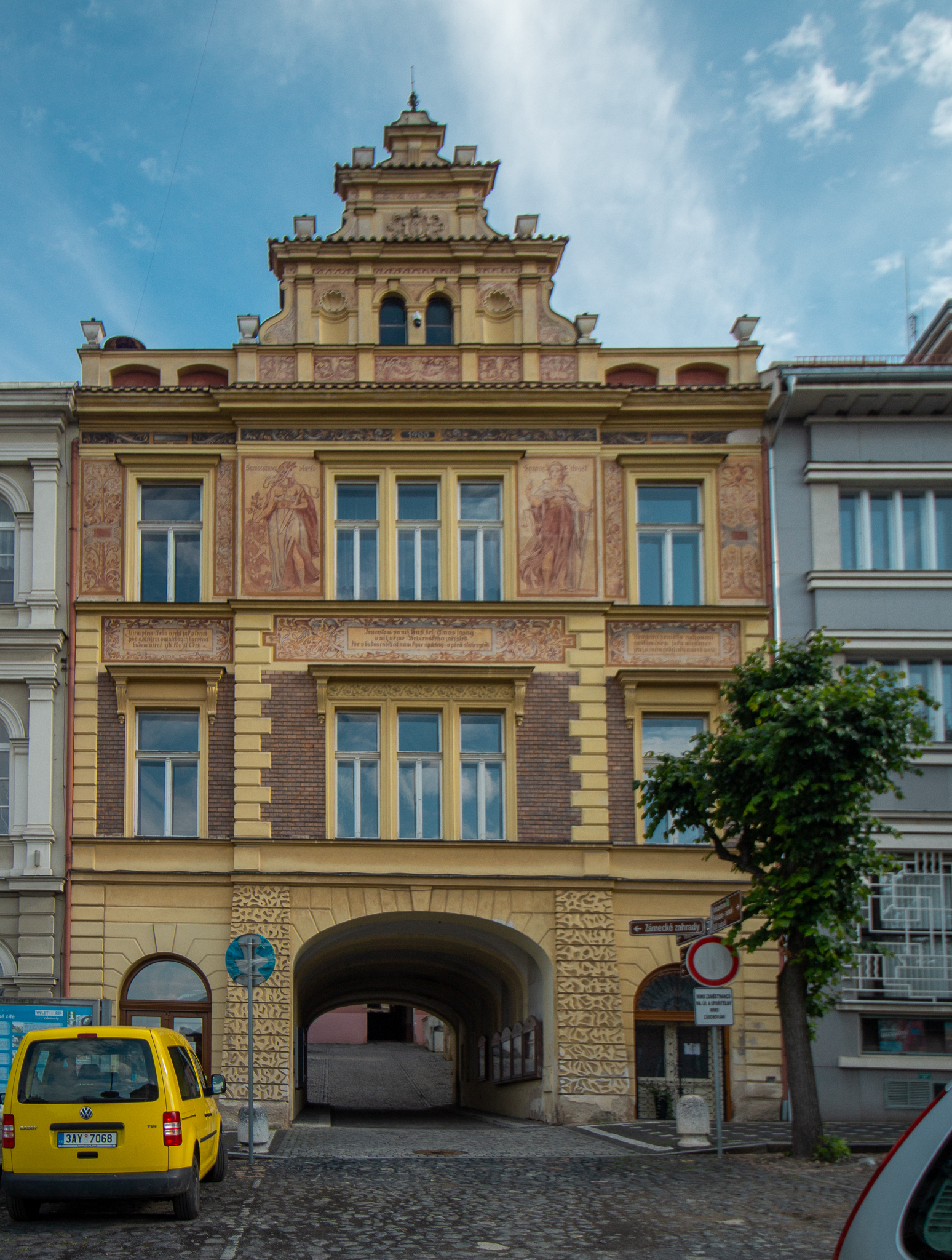
Novorenesanční přístavba roudnické radnice

- Radnice – Karlovo náměstí č. p. 21 (od roku 1958 chráněna jako kulturní památka)[9]

- Řadový dům – Řipská č. p. 14 (od roku 1958 chráněna jako kulturní památka)[10]

- Řadový dům – Karlovo náměstí č. p. 71
- Řadový dům – Karlovo náměstí č. p. 73
- Řadový dům – Karlovo náměstí č. p. 79
- Podřipská škola – náměstí Jana z Dražic č. p. 169
- Gymnázium – Komenského ulice č. p. 175
- Řadový dům – náměstí Jana z Dražic č. p. 307 (od roku 1958 chráněna jako kulturní památka)[11]

- Nárožní dům – Riegrova ulice č. p. 638
- ZŠ Jungmannova – Jungmannova č. p. 660
- Řadový dům – Jungmannova č. p. 667
- Řadový dům – Havlíčkova č. p. 173 (od roku 1958 chráněna jako kulturní památka)[12]

- Základní praktická škola – Jungmannova č. p. 667
- Budova dialýzy v Podřipské nemocnici